# Astrid Lander
Astrid Lander (Caracas el 26 de diciembre de 1962) es Licenciada en Letras por la Universidad Central de Venezuela.
Ha publicado varios poemarios, entre ellos: «La Distancia por Dentro», «AzuL e j o s», y «SE ES Poemas Novelados» (1999), que han sido galardonados, el primero, con el Premio Ramón Palomares (1994) y, el segundo, con el Premio Lucila Palacios (1997). 
También posee una «Antología de Versos de Poetisas Venezolanas», publicada por la Editorial Diosa Blanca en el 2006, con un poema-montaje de cien versos, cada uno de los cuales corresponde a cien poetas venezolanas de todos los tiempos. La aplicación de esta idea de recopilar versos de distintas poetas y elaborar un poema único con la suma de todos, concluirá con las antologías de versos de las poetas costarricenses, mexicanas y puertorriqueñas.
Ha sido incluida en varias antologías: La maja desnuda de Nidia Hernández, Caracas, 2001. Antología del Círculo de Escritores de Venezuela, Caracas, 2005. Mujer y Poesía de J.A. Escalona-Escalona, Caracas, 2007. 
Recientemente presentó su poemario «Buen Camino, hacia el Camino de Santiago», publicado por Areté Editora, Caracas, 2008.
Presidenta del VIII Encuentro Internacional de Escritoras en Caracas, en abril de 2008.